# Geway Jungnay
Shamar Rinpoché
Palchen Chökyi Döndrup Mipham Chödrup Gyamtso
Könchog Geway Jungnay (tibétain : དཀོན་མཆོག་དགེ་བའི་འབྱུང་གནས, Wylie : dkon mchog dge ba'i 'byung gnas), né en 1733 à Paro au Bhoutan et mort en 1741, est un tulku tibétain. Il a été reconnu comme le 9e shamarpa, l'un des chefs spirituels les plus influents de l'école karma kagyü du bouddhisme tibétain par Situ Panchen, le 8e  Taï Sitou Rinpoché. Il est mort à l'âge de 8 ans,